# Cratere Lebu
Lebu  è un cratere sulla superficie di Marte.